# Champignol-lez-Mondeville
 Champignol-lez-Mondeville  là một xã ở tỉnh Aube, thuộc vùng Grand Est ở phía bắc miền trung nước Pháp.